# عید فطر
عید فطر (به عربی: عید الفطر) یک جشن مذهبی است که مسلمانان در سراسر جهان جشن می‌گیرند و نشان دهندهٔ پایان ماه رمضان و شروع ماه شوال از طلوع تا غروب خورشید است. در این عید مذهبی مسلمانان مجاز به روزه گرفتن نیستند. تاریخ شروع هر ماه هجری قمری بر اساس زمان مشاهده ماه جدید توسط مقامات مذهبی محلی متفاوت است، بنابراین روز جشن بر اساس کشور و منطقه و نوع مذهب متفاوت است.
در کشورهای اسلامی، معمولاً با تعطیلی رسمی همراه است. در ایران از سال ۱۳۹۰ با تصویب مجلس شورای اسلامی و تأیید شورای نگهبان عید فطر دو روز (روز عید و روز بعد) تعطیل است.
نماز عید فطر شامل دو رکعت و نه تکبیر است.

## تاریخچه

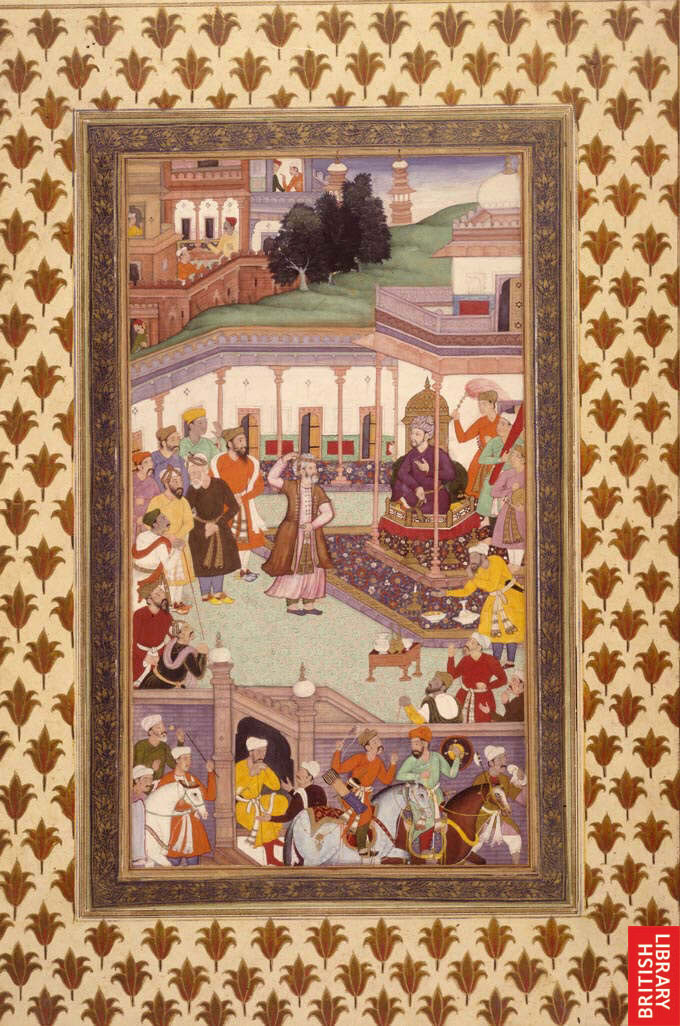
مراسم جشن عید فطر اولین امپراتور گورکانیان بابر با درباریان (قرن ۱۹)

عید فطر توسط محمد آغاز شده است. طبق روایات خاص، این جشنواره‌ها پس از مهاجرت محمد از مکه در مدینه آغاز شد. انس، یکی از صحابه معروف پیامبر، نقل کرد، هنگامی که پیامبر به مدینه رسید، افرادی را پیدا کرد که دو روز خاص را جشن می‌گیرند و در آن روزها آنها خود را با تفریح و سرگرمی مشغول می‌کنند. در این هنگام، پیامبر متذکر شد که حق تعالی به جای اینها برای شما دو روز جشن را بهتر از اینها قرار داده است: یکی عید فطر و دیگری عید قربان.

## تعیین روز عید فطر
از آن‌جایی که شرط اعلام ماه شوال با رویت هلال ماه به وقوع می‌پیوندد، همواره در کشورهای مسلمان، بر حسب موقعیت مکانی آن کشور، رویت هلال ماه اول ماه شوال و روز عید فطر متغیر است به صورتی که ممکن است به‌طور مثال در عربستان سعودی روز دوشنبه روز عید اعلام شود اما در ایران روز سه شنبه روز عید فطر اعلام شود.

### در فقه شیعه
در فقه شیعه ماه نو و تعیین عید فطر از جهت مصداقی جنبه تقلیدی صرف ندارد. از طریق رویت توسط خود شخص یا دو نفر عادل یا به دلیل شیاع یا سی روزه شدن ماه رمضان ثابت می‌شود. بیشتر مراجع حکم حاکم شرع را نیز در این زمینه ملاک می‌دانند مگر اینکه فرد مطمئن باشد که حاکم شرع اشتباه کرده است. بیشتر مراجع اثبات ماه نو برای شهرهای هم افق نیز سرایت می‌دهند. بعضی مراجع رویت هلال را تنها از طریق چشم غیرمسلح ملاک می‌دانند نه با دوربین و تلسکوپ و بعضی دیگر خیر.
بعضی از مراجع تقلید و علمای شیعه معتقدند تعیین عید فطر بر عهده حاکم شرع است و پیروی از آن بر تمام شیعیان حتی مراجعی که نسبت به آن علم ندارند (رؤیت ماه جدید برای آن‌ها ثابت نشده) لازم است. هر چند اگر فردی مطمئن شود که آن روز آخر ماه رمضان یا دوم ماه شوال است شرعاً نمی‌توان او را از عمل به علم خود بازداشت.

#### در ایران

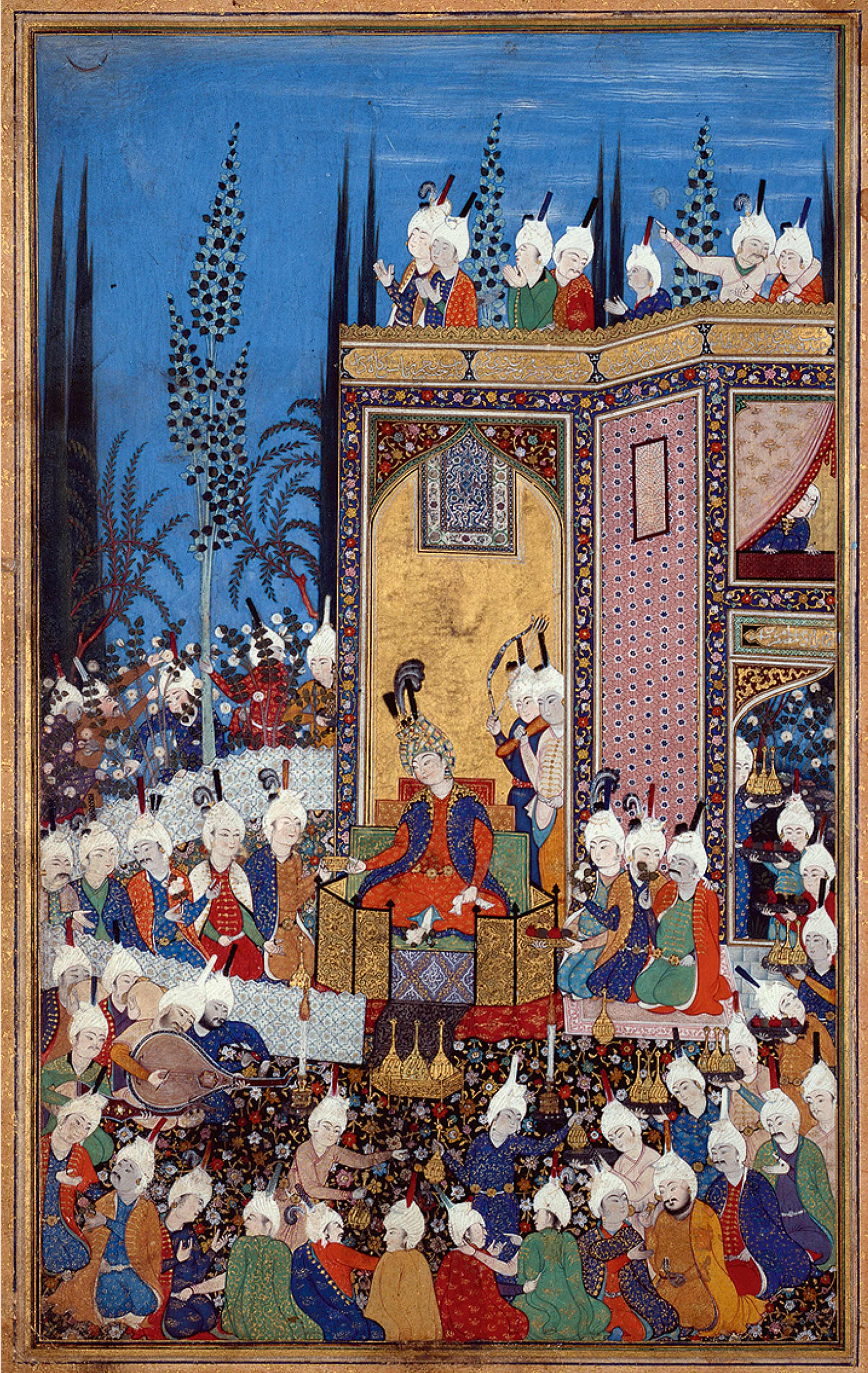
شروع جشن عید فطر با مشاهده هلال ماه در حضور سام میرزا صفوی اثر سلطان محمد نگارگر.

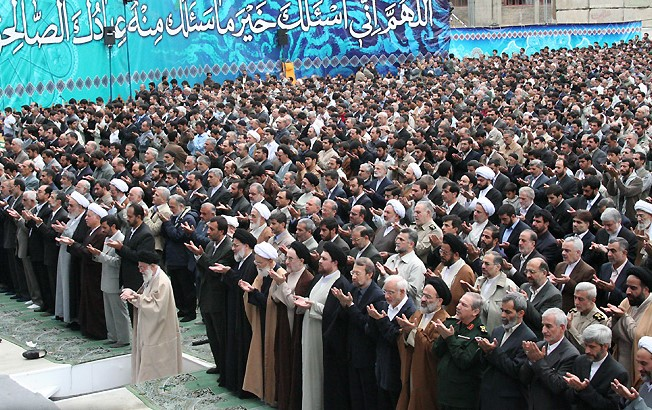
نماز عید فطر به امامت رهبر جمهوری اسلامی در مصلای امام خمینی تهران

در ایران به‌طور عمده تعیین عید فطر بر عهده حاکم شرع است و پیروی از آن طبق نظر بعضی مراجع تقلید، بر تمام شیعیان حتی مراجعی که نسبت به آن علم ندارند لازم است، ممکن است نظرات مراجع متفاوت هم باشد. اگر فردی مطمئن شود که آن آخر رمضان یا روز اول ماه شوال است از دیدگاه شرعی نمی‌توان او را از عمل به علم خود بازداشت. ستاد استهلال، چندین گروه از کارشناسان نمایندگی دفتر سیدعلی خامنه‌ای، از سال ۱۳۶۸ برای نظم دهی به فرایند استهلال تشکیل شد. چند روز آخر ماه رمضان برای تعیین تاریخ عید فطر حدود ۱۰۰ گروه از این ستاد به مناطق مختلف کشور می‌روند؛ اعلام رسمی کشور طبق نظر ستاد استهلال است.

### در فقه سنی
در کشور عربستان سعودی به عنوان مهم‌ترین کشور سنی مذهب، این وظیفه را شورای عالی قضایی عربستان سعودی که مهم‌ترین مرجع اسلامی و تصمیم‌گیری است و تقویم ام‌القری بر عهده داردند. معمولاً سایر کشورهای عربی و اسلامی منطقه نیز با پیروی از روز خاصی که توسط شورای عالی قضایی عربستان سعودی تعیین شده، آن روز را به عنوان روز عید فطر اعلام می‌کنند.
در تمامی کشورهای اسلامی گذشته از نوع حکومت مشخص کردن عید فطر بر مبنای شروع ماه شوال و از همه مهم‌تر رویت هلال شوال معین می‌شود.

## آداب و سنن عید فطر

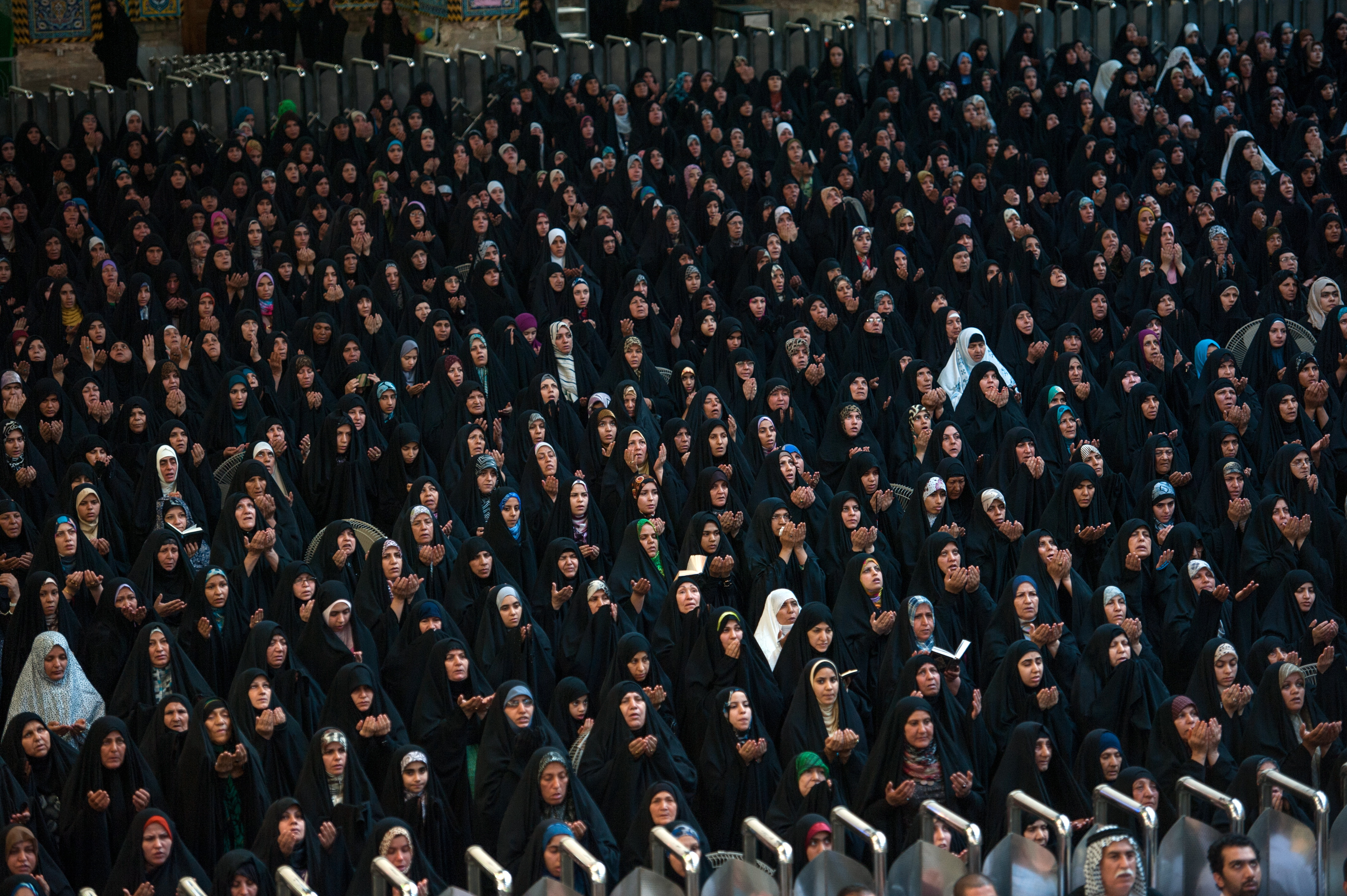
نماز عید فطر در حرم علی بن ابی‌طالب، سال ۲۰۱۴

### تکبیر
از سنت‌های مسلمانان در روز عید فطر، تکبیر است. تکبیر در روز عید فطر، برگرفته از آیه‌ای از قرآن است و پیش از نماز عید فطر و شروع خطبه، در خانه‌ها و کوچه و بازار خوانده می‌شود.
| الله أکبر الله أکبر الله أکبر |
| لا إله إلا الله               |
| الله أکبر الله أکبر           |
| ولله الحمد                    |
| الله أکبر کبیراً               |
| والحمد لله کثیراً              |
|                               |
الله بزرگ‌تر است، الله بزرگ‌تر است، الله بزرگ‌تر است.
خداوندی نیست مگر الله
الله بزرگ‌تر است. الله بزرگ‌تر است.
و ستایش همه از آن الله است.
الله به راستی بزرگتر است.
و ستایش بسیار از آن الله است

### غسل
در متون اسلامی، توصیه شده است که مسلمانان در روز عید فطر و عید قربان، تن خود را در آب بشویند و غسل کنند. غسل عید، از سنت‌های مسلمانان در روز عید است و در آن فرقی بین مردان، زنان و کودکان نیست. برخلاف غسل جمعه، غسل عید می‌تواند قبل از اذان صبح انجام گیرد. علاوه بر غسل، عطر زدن و مسواک کردن نیز از سنت‌های روز عید فطر است.

### نماز
مهم‌ترین عمل در روز عید فطر، نماز عید فطر است.
زمان برگزاری نماز بعد از طلوع آفتاب تا ظهر روز عید است.
این نماز باید به جماعت خوانده شود و به عقیده شیعه در زمان غیبت، خواندنش مستحب است.
کیفیت برگزاری نماز هم مانند نماز عید قربان به این صورت است که:
در رکعت اوّل: بعد از خواندن حمد و سوره باید پنج تکبیر گفت و بعد از هر تکبیر یک قنوت خواند و بعد از قنوت پنجم تکبیر دیگری بگوید و به رکوع رود، بعد دو سجده به جا آورد و برخیزد.
در رکعت دوم: بعد از خواندن حمد و سوره چهار تکبیر گفته می‌شود و بعد از هر تکبیر قنوت خوانده می‌شود و بعد از تکبیر پنجم به رکوع رفته و بعد از رکوع دو سجده به جا آورد و تشهّد و سلام گفته می‌شود.

### زکات فطره
زکات فطره بر کسی که خودش نیازمند نباشد واجب است. سرپرست خانواده باید زکات خود و تمام کسانی که تحت تکفل او هستند را پرداخت نماید.

## عید فطر در کشورها و فرهنگ‌های گوناگون

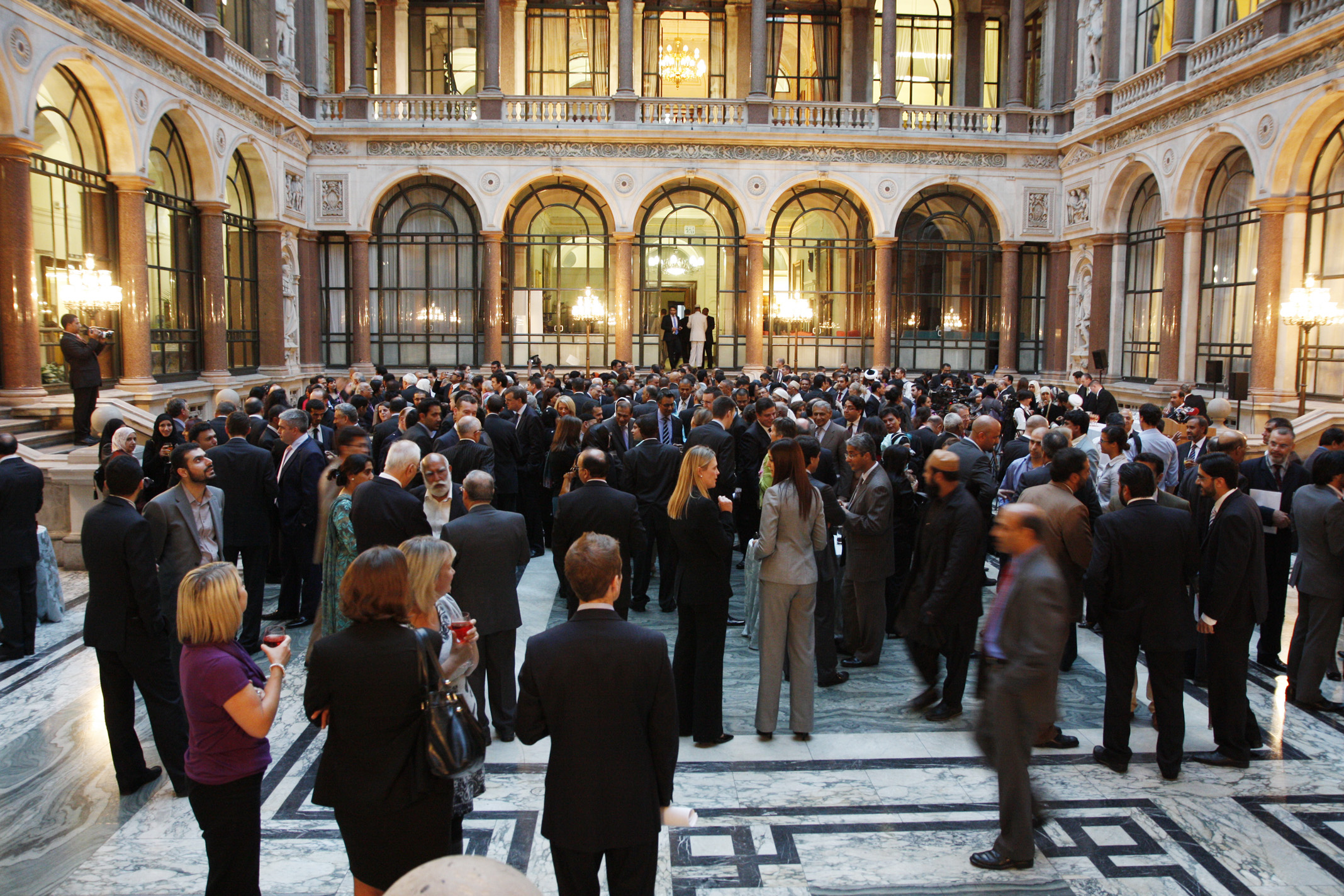
مراسم عید فطر در لندن، سال ۲۰۱۰

### ایران

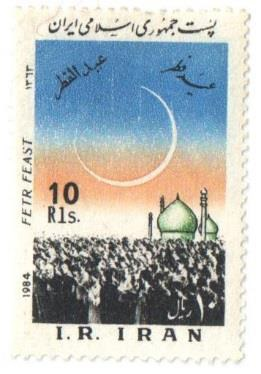
تمبر به مناسبت عید فطر (۱۳۶۳)

در ایران در روزهای پایانی ماه رمضان، چند گروه استهلال به نمایندگی از دفتر سید علی خامنه‌ای برای تعیین روز عید فطر به مناطق مختلف کشور می‌روند. مسلمانان در نماز عید فطر شرکت می‌کنند و زکات فطره را می‌پردازند. نماز عید فطر به امامت خامنه ای یا امام جمعه موقت برگزار می‌شود. به مناسبت عید فطر هر ساله دو روز تعطیلات رسمی اعلام می‌شود.

### رسم ترکمن‌ها
ترکمن‌ها دو روز مانده به اتمام ماه رمضان را کر می‌نامند. در این روز زنان خانواده به همراه دختران به امر نظافت خانه مشغول می‌شوند و به این صورت از عید فطر استقبال می‌کنند. آن‌ها روز قبل از ماه رمضان را قوقن می‌نامند و در این روز نان روغنی محلی به نام چافاتی را می‌پزند و بین همسایگان تقسیم می‌کنند آن‌ها پس از عید فطر به دید و بازدید اقوام می‌پردازند و عید را به یکدیگر تبریک می‌گویند.

#### رسم بلوچ‌ها
مردم بلوچ روز عید را گرامی می‌دارند. بعد از غسل صبح لباس‌های نو می‌پوشند به دیدار اقوام می‌روند، به همدیگر حلالیت می‌طلبند.

### مالزی

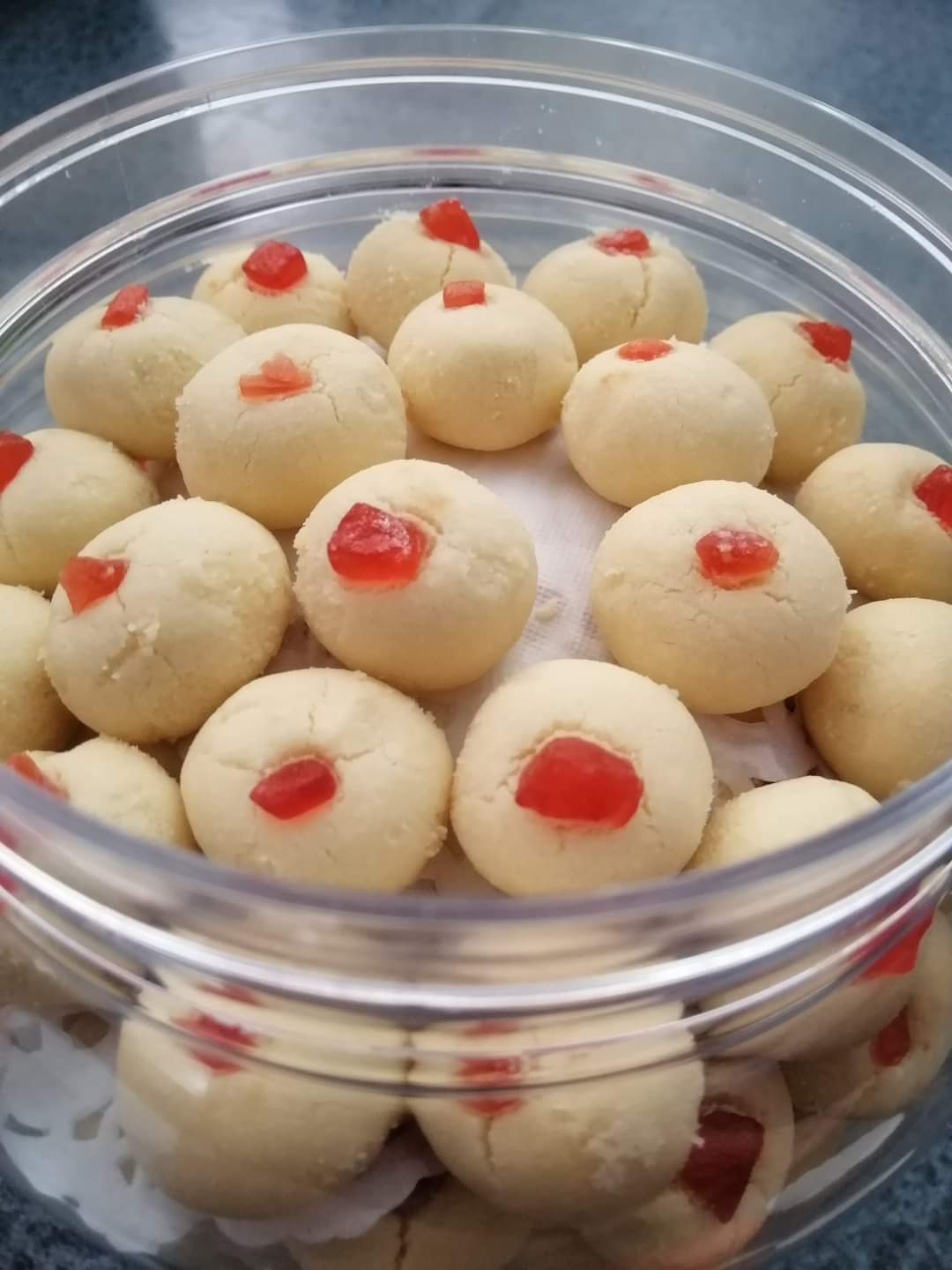
شیرینی محلی به مناسبت عید فطر، مالزی

در مالزی، عید فطر بیشتر به نام‌های هری رایا یا عیدالفطری خوانده می‌شود. هری رایا در لغت به معنی «روز جشن» است؛ و برای اشاره به عیدهای اسلامی چون عید فطر و عید قربان به کار می‌رود.
معمولاً در شب پیش از عید فطر، خانواده‌های مالایی، به ویژه زنان خانه‌دار به تهیه غذاها و شیرینی‌های سنتی مخصوص این عید می‌پردازند. از مهم‌ترین این غذاها، رندانگ است که از گوشت گاو و مرغ پخته شده در شیر نارگیل درست می‌شود. دیگر غذای سنتی مخصوص عید فطر، کتوفات است که از برنج پیچیده شده در برگ خرما تهیه می‌شود. در فرهنگ مالزی، شب بیست و هفتم ماه رمضان توجوه لیکور خوانده می‌شود که به معنی عدد بیست و هفت است. در طی این شب‌ها، مردم مالزی با روشن کردن شمع‌ها و چراغ‌های نفتی (که پلیته نامیده می‌شود) در جلوی خانه‌ها و آذین بندی و چراغانی کردن خیابان‌ها به استقبال عید فطر می‌روند. این سنت از این باور سنتی مالایی‌ها سرچشمه می‌گرفت که در شب قدر، فرشتگان و روح القدس در خانه‌هایی که در آن نور وجود دارد، فرو می‌آیند؛ البته امروزه چنین باوری وجود ندارد و روشن کردن چراغ‌های نفتی صرفاً جنبه تزیینی دارد. در طول عید فطر، مرسوم است که مالایی‌ها لباس‌های سنتی و محلی را می‌پوشند؛ لباس سنتی مردان باجوملایو و لباس سنتی زنان باجوکورونگ یا باجوکبایا خوانده می‌شود. همچنین در بین مردان و زنان مسلمان مالزی مرسوم است که شال‌های سنتی موسوم به سونگت را در روزهای عید فطر بر شانه‌های خود بیندازند. مسلمانان مالزی عموماً در روز و پس از طلوع آفتاب، در نماز عید فطر شرکت می‌کنند؛ پس از نماز زیارت اهل قبور مرسوم است. در زمان زیارت قبور، سوره یس از قرآن را می‌خوانند و برای آرامش روح مردگان دعا می‌کنند. در باقی روز، مالایی‌ها به دیدار آشنایان و خویشاوندانشان می‌روند؛ به بچه‌ها در روز عید فطر مقداری پول داده می‌شود که دویترایا نام دارد. در ایام عید فطر، دانشگاه‌ها و مدارس مالزی یک هفته تعطیل است، هرچند ادارات و موسسات دولتی تنها دو روز تعطیل هستند. سابقاً تعطیلی عید فطر، دو هفته بود؛ که به دلیل بعضی مخالفت‌ها به یک هفته کاهش داده شد. نخست‌وزیر مالزی هم در روز اول عید فطر معمولاً بارعام می‌گیرد و مردم می‌توانند برای عرض تبریک به خانه او بروند؛ این مراسم در شهر پوتراجایا برگزار می‌شود. آتش‌بازی در شب‌های عید فطر مرسوم است؛ البته برای آتش بازی محدودیت‌های قانونی وجود دارد، اما مواد آتش بازی به‌طور غیرقانونی از بازار سیاه خریده می‌شود؛ با وجود ممنوعیت آتشبازی، این مراسم به ویژه در بین بچه‌های مالایی از محبوبیت برخوردار است. آتشبازی از روزهای آخر ماه رمضان شروع شده و تا یک هفته پس از پایان ماه رمضان نیز ادامه دارد. عید فطر در مالزی، تنها یک عید مذهبی و دینی نیست؛ بلکه عید ملی است و تمام چینی‌های مقیم مالزی و پیروان دیگر ادیان نیز در این جشن شرکت می‌جویند.

### مصر

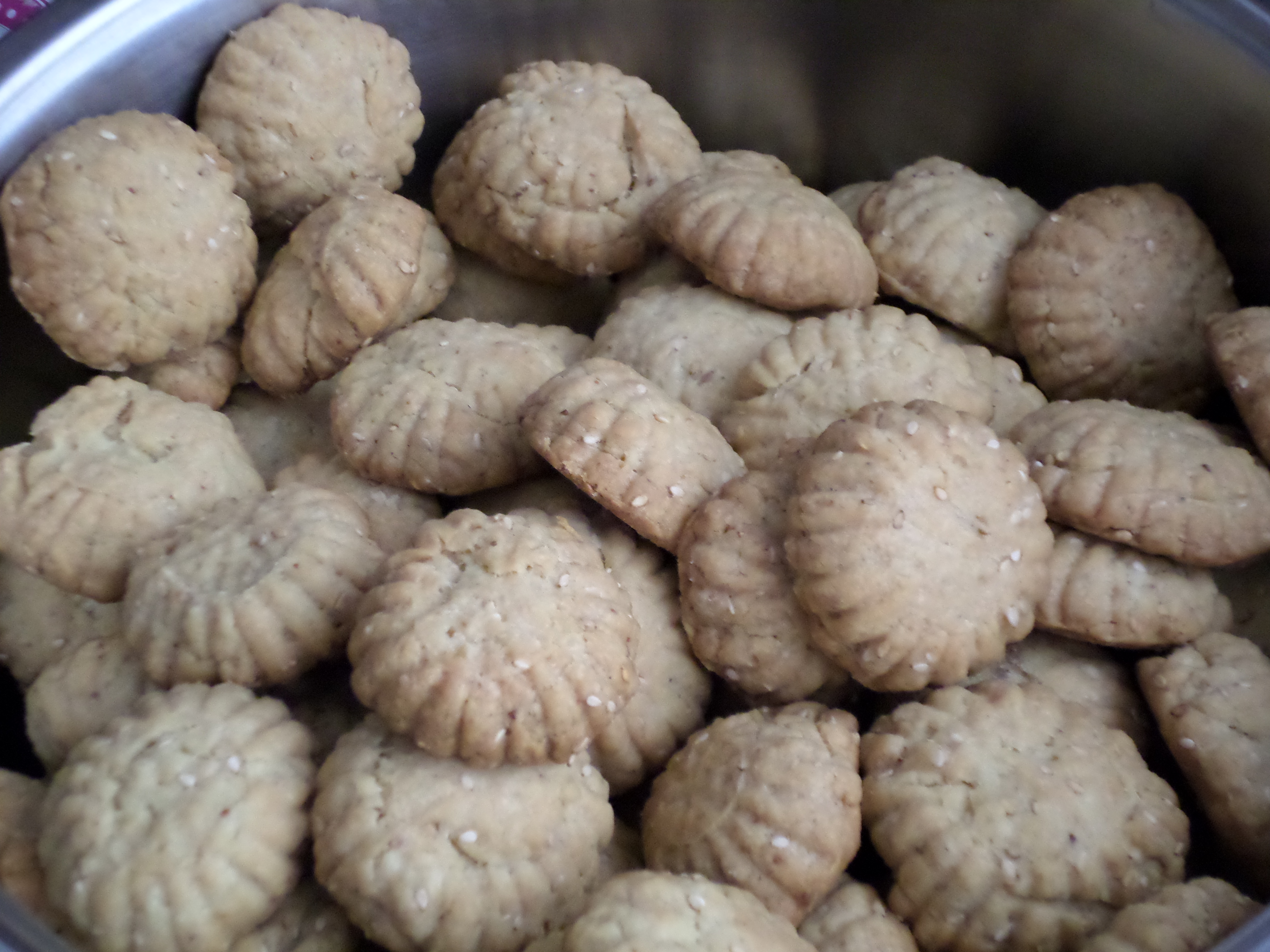
کحک شیرینی محلی عید فطر در مصر

عید فطر در مصر تعطیل رسمی است و جشن برگزار می‌شود. به دلیل نزدیک بودن روز کارگر و عید فطر در سال ۲۰۲۲، ۹ روز تعطیل رسمی اعلام شد.
چندین گزارش از افزایش تعداد تجاوزات جنسی در عید فطر مصر در سال ۲۰۰۶ وجود دارد. گزارش‌های بعدی نشان داد که رشد این پدیده در سال‌های بعدی نیز ادامه دارد. یک روزنامه‌نگار مصری نوشت: «تعطیلات عید فطر پس از ماه رمضان امسال سهم معمول آزار جنسی را به همراه داشت». یک گروه مردمی، فعال در زمینه زنان، در سال ۲۰۱۲ عید فطر را «فصلی برای آزار و اذیت» توصیف کرد. پلیس مصر عملیات ضد آزار جنسی را برای محافظت از زنان در برابر حملات جنسی در سال ۲۰۱۲ تأسیس کرد. به گفته مقامات محلی در سال ۲۰۱۶ این حملات با تدابیر پلیس کاهش یافته است.